# Tetraloba seolagensis
Genre
Espèce
Tetraloba seolagensis, unique représentant du genre Tetraloba, est une espèce de collemboles de la famille des Neanuridae.

## Distribution
Cette espèce est endémique de Corée du Sud.

## Étymologie
Son nom d'espèce, composé de seolag et du suffixe latin -ensis, « qui vit dans, qui habite », lui a été donné en référence au lieu de sa découverte, le mont Seolag.

## Publication originale
- Lee, 1983 : A new genus Tetraloba of Neanuridae, Collembola from Korea. Korean Journal of Entomology, vol. 13, no 1, p. 37-41.